# الحسین صالح
الحسین صالح (انگلیسی: Al Hussain Saleh؛ زادهٔ ۲۵ ژوئن ۱۹۹۱) یک بازیکن فوتبال است.